# Neurona aferente

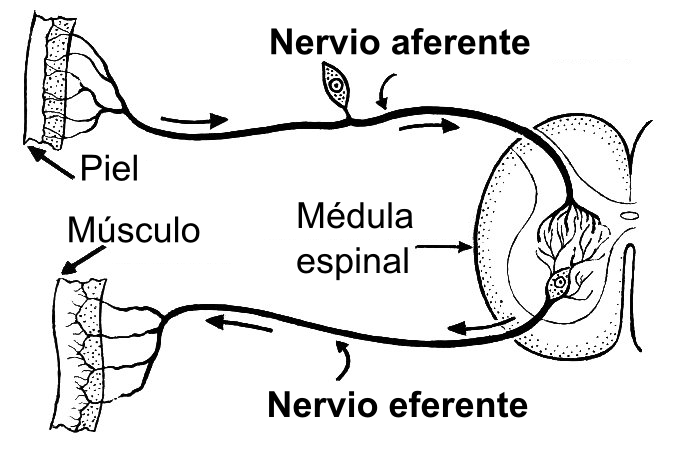
Diagrama explicativo del recorrido aferente y el eferente.

En el sistema nervioso, las neuronas aferentes
(también conocidas como neuronas sensoriales o receptoras) transportan impulsos nerviosos desde los receptores u órganos sensoriales hacia el sistema nervioso central. Las neuronas aferentes se comunican con interneuronas especializadas. La actividad opuesta de dirección o sentido se denomina eferente. 

## Etimología
El término aferente se deriva del participio en latín  afferentem (af- = ad-: a + ferre: llevar), que significa "llevar a". Ad y ex proporcionan una sencilla regla mnemónica en inglés para recordar los significados de "aferente" y "eferente": afferent connection arrives y efferent connection exits. En español, la regla podría mantenerse con los verbos sinónimos "arribar" y "exir".

## Características
El cuerpo de la neurona (soma)  se encuentra fuera de la médula espinal, en pequeños ganglios que están a cada lado de la columna vertebral. Desde el ganglio extiende dos prolongaciones. 

Neurona aferente (sensorial) en azul.

La fibra nerviosa tiene dos porciones, una porción mayor que es la fibra periférica, que se extiende hasta una terminación sensitiva dentro de un órgano, y una menor que penetra a la médula espinal por la denominada «raíz dorsal» o raíz sensitiva.

## Función
Su función es participar en funciones corporales como contracción de la musculatura esquelética, contracciones musculares lisas de los órganos internos y secreción de glándulas exocrinas y endocrinas, mediante impulsos nerviosos llamados efectores. Esto se hace mediante la transportación de información en forma de impulsos desde el sistema nervioso central (médula espinal o cerebro), hacia la periferia (músculos o glándulas).
Desde otro punto de vista podría parecer que los sistemas sensoriales funcionan como un equipo eléctrico, pero esto no es verdadero del todo. Si se compara el medio telefónico con nuestro sistema sensorial auditivo se puede denotar que el teléfono cambia las ondas sonoras en impulsos eléctricos que se transmiten luego al receptor a través de los cables; hasta aquí vale la analogía. (Los mecanismos mediante los cuales se transmiten las corrientes eléctricas y los potenciales de acción son, por supuesto, completamente diferentes pero esto no afecta nuestro planteamiento).
El teléfono cambia luego los impulsos eléctricos codificados nuevamente en ondas sonoras. Aquí radica la diferencia fundamental, porque nuestro cerebro no traduce físicamente el código en sonido; es más bien la información codificada o algún correlacionado de ella lo que, en sí, percibimos como sonido. En la actualidad no se comprende en absoluto la forma en que los potenciales de acción o los compuestos de ellos puedan asociarse con las sensaciones conscientes.

## Proceso
En el sistema nervioso hay un sistema "circular cerrado" de sensación, decisión y reacciones. Este proceso se lleva a cabo a través de la actividad de las neuronas aferentes, las interneuronas y las neuronas eferentes. 
Por ejemplo, un toque o una estimulación dolorosa crea una sensación en el cerebro solo después de que la información sobre el estímulo sea transportada ahí a través de los recorridos neuronales aferentes. Las neuronas aferentes son neuronas pseudounipolares, con una única y larga dendrita y un axón corto, y un cuerpo celular liso y redondo. La dendrita es estructural y funcionalmente similar a un axón, y está mielinizada: son estas dendritas similares a los axones las que constituyen los nervios aferentes. Justo en el exterior de la médula espinal, miles de cuerpos celulares de las neuronas aferentes están agrupadas en una «hinchazón» en la raíz dorsal o posterior del nervio espinal conocida como ganglio espinal.

## Fibras nerviosas aferentes
- Fibra sensorial tipo Ia formada por las dendritas de la Neurona del ganglio espinal, del huso neuromuscular

## Percepción
La conciencia acerca del mundo está determinada por los mecanismos fisiológicos comprometidos en el procesamiento de la información aferente, incluyendo pasos tales como la conversión de la energía del estímulo en la actividad nerviosa codificada que indica la calidad, intensidad, localización, y duración del estímulo. Los potenciales de acción se codifican en diferentes patrones temporales a lo largo de diferentes fibras nerviosas. Este código representa la información procedente del mundo externo aunque, como sucede a menudo con los símbolos, difiere en gran manera de la información que representa. Es posible que la información aferente codificada tenga o no un correlacionado consciente, es decir, puede estar o no incorporada al conocimiento consciente del mundo físico. La información aferente que tiene un correlacionado consciente se denomina información sensorial, esa experiencia consciente de los objetos y eventos del mundo externo que adquirimos del procesamiento nervioso de la información aferente se denomina percepción.